# Günther Nollau
Günther Nollau (* 4. Juni 1911 in Leipzig; † 7. November 1991 in München) war ein deutscher Rechtsanwalt, Verwaltungsjurist und der dritte Präsident des Bundesamts für Verfassungsschutz.

## Leben
Nollaus Vater war Baurat in Leipzig. Nollau wuchs in Dresden auf und besuchte dort Gymnasium und Universität. Er legte die beiden juristischen Staatsprüfungen ab und wurde mit einer Dissertation zum Thema Das Wesen der konkursmäßigen Feststellung promoviert. Nach seiner Zulassung als Anwalt in Dresden wurde er während des Zweiten Weltkrieges Soldat der Wehrmacht und verlor 1941 auf Kreta bei einem Unfall das rechte Auge. Am 13. November 1941 beantragte Nollau die Aufnahme in die NSDAP und wurde zum 1. Januar 1942 aufgenommen (Mitgliedsnummer 8.974.972). Von 1942 bis 1945 war er als Rechtsanwalt in Krakau im damaligen Generalgouvernement tätig.
Nach Kriegsende hatte er eine Kanzlei in Dresden. Dort trat Nollau Ende 1945 in die Ost-CDU ein. Er verteidigte dort u. a. im Dresdner Ärzteprozess einen der Hauptangeklagten, Alfred Schulz, wegen Medikamenteneuthanasie in der Kriegszeit in der Heil- und Pflegeanstalt Großschweidnitz. Schulz verstarb während des Verfahrens an den Folgen eines Suizides. Als Nollau 1950 wegen eines ungeklärten Mordes aus dem Jahr 1946 von einem Angehörigen des Staatssicherheitsdienstes zu einer Zeugenvernehmung auf das Polizeipräsidium gebeten wurde, floh er nach West-Berlin.
In West-Berlin schloss sich Nollau dem Untersuchungsausschuss Freiheitlicher Juristen an, der ihm im Sommer 1950 auch half, seine Ehefrau Irmgard und die drei Töchter Sabine, Sybille und Franziska nachzuholen. Nachdem eine Anstellung beim RIAS gescheitert war, trat Nollau im September 1950 in das neugegründete Bundesamt für Verfassungsschutz in Köln ein. Am 1. Dezember 1966 avancierte er zu dessen Vizepräsidenten. Zum 1. September 1970 wechselte Nollau in das Bundesministerium des Innern, wo er Leiter der Abteilung Öffentliche Sicherheit und Ministerialdirektor wurde. Laut Aufzeichnungen von Reinhard Gehlen galt Nollau als „SPD-Kandidat Nr.1“ für die Besetzung der Stelle des Vizepräsidenten des Bundesnachrichtendienstes, musste aus Sicherheitsgründen aber abgelehnt werden. 1972 kehrte Nollau in das Bundesamt für Verfassungsschutz zurück und war seit dem 1. Mai des Jahres dessen Präsident als Nachfolger von Hubert Schrübbers. Dieser hatte wegen seiner Rolle während der NS-Zeit zurücktreten müssen. Auf eigenen Antrag wurde Nollau ohne weiteres nach damaligem Beamtenversorgungsrecht am 15. September 1975 vor Erreichen der Regelaltersgrenze in den Ruhestand versetzt. Es war bekannt, dass er engen Kontakt zum damaligen SPD-Fraktionsvorsitzenden Herbert Wehner unterhielt. In dem wegen der Sache Guillaume eingesetzten Untersuchungsausschuss ergaben sich Unstimmigkeiten in der Frage der rechtzeitigen Unterrichtung Genschers durch Nollau.
Nollau stand im Ruf eines scharfsinnigen Analytikers und war als Autor politischer Bücher bekannt: 1959 erschien sein Buch Die Internationale. Wurzeln und Erscheinungsformen des proletarischen Internationalismus. 1963 folgte Zerfall des Weltkommunismus. Einheit oder Polyzentrismus. Danach erschienen noch zehn weitere Werke von ihm.

## Publikationen (Auswahl)
- Die Internationale. Wurzeln und Erscheinungsformen des proletarischen Internationalismus. Kiepenheuer & Witsch, Köln u. a. 1959.
- Zerfall des Weltkommunismus. Einheit oder Polyzentrismus (= Information. Band 5, ZDB-ID 845287-8). Kiepenheuer & Witsch, Köln u. a. 1963.
- mit Hans-Jürgen Wiehe: Rote Spuren im Orient. Persien, Türkei, Afghanistan. Verlag Wissenschaft und Politik, Köln 1963.
- Die Komintern. Vom Internationalismus zur Diktatur Stalins (= Bundeszentrale für Politische Bildung. Schriftenreihe. H. 63, ISSN 0435-7604). Bundeszentrale für Politische Bildung, Bonn 1964.
- Wie sicher ist die Bundesrepublik? Bertelsmann, München 1976, ISBN 3-570-02689-2.
- mit Ludwig Zindel: Gestapo ruft Moskau. Sowjetische Fallschirmagenten im 2. Weltkrieg. Blanvalet, München 1978, ISBN 3-7645-0386-6.
- Das Amt: 50 Jahre Zeuge der Geschichte. Bertelsmann. München 1978. Auszüge in: Der Spiegel, 1978, Nr. 50–52, Auszüge 1, Auszüge 2, Auszüge 3.
- Die lautlose Macht. Geheimdienste nach dem Zweiten Weltkrieg. 2 Bände. Verlag Das Beste, Stuttgart u. a. 1985, ISBN 3-87070-233-8.